# Seven de Canadá 2019
El Seven de Canadá de 2019 fue la cuarta edición del torneo canadiense de rugby 7, fue el sexto torneo de la temporada 2018-19 de la Serie Mundial Masculina de Rugby 7.
Se disputó en el BC Place de Vancouver.

## Fase de grupos

### Grupo A
| Equipo         | Encuentros | Encuentros | Encuentros | Encuentros | Tantos  | Tantos    | Tantos     | Puntos |
| Equipo         | jugados    | ganados    | empatados  | perdidos   | a favor | en contra | diferencia | Puntos |
| -------------- | ---------- | ---------- | ---------- | ---------- | ------- | --------- | ---------- | ------ |
| Sudáfrica      | 3          | 3          | 0          | 0          | 81      | 17        | +64        | 9      |
| Estados Unidos | 3          | 2          | 0          | 1          | 80      | 52        | +28        | 7      |
| Gales          | 3          | 1          | 0          | 2          | 43      | 71        | –28        | 5      |
| Chile          | 3          | 0          | 0          | 3          | 31      | 85        | –64        | 3      |

Nota: Se otorgan 3 puntos al equipo que gane un partido, 2 al que empate y 1 al que pierda

### Grupo B
| Equipo | Encuentros | Encuentros | Encuentros | Encuentros | Tantos  | Tantos    | Tantos     | Puntos |
| Equipo | jugados    | ganados    | empatados  | perdidos   | a favor | en contra | diferencia | Puntos |
| ------ | ---------- | ---------- | ---------- | ---------- | ------- | --------- | ---------- | ------ |
| Samoa  | 3          | 2          | 0          | 1          | 90      | 50        | +40        | 7      |
| Fiyi   | 3          | 2          | 0          | 1          | 86      | 55        | +31        | 7      |
| Canadá | 3          | 2          | 0          | 1          | 69      | 78        | –9         | 7      |
| Kenia  | 3          | 0          | 0          | 3          | 45      | 107       | –62        | 3      |

### Grupo C
| Equipo        | Encuentros | Encuentros | Encuentros | Encuentros | Tantos  | Tantos    | Tantos     | Puntos |
| Equipo        | jugados    | ganados    | empatados  | perdidos   | a favor | en contra | diferencia | Puntos |
| ------------- | ---------- | ---------- | ---------- | ---------- | ------- | --------- | ---------- | ------ |
| Nueva Zelanda | 3          | 2          | 0          | 1          | 105     | 45        | +60        | 7      |
| Francia       | 3          | 2          | 0          | 1          | 54      | 72        | –18        | 7      |
| Australia     | 3          | 1          | 0          | 2          | 46      | 71        | –25        | 5      |
| España        | 3          | 1          | 0          | 2          | 50      | 67        | –17        | 5      |

### Grupo D
| Equipo     | Encuentros | Encuentros | Encuentros | Encuentros | Tantos  | Tantos    | Tantos     | Puntos |
| Equipo     | jugados    | ganados    | empatados  | perdidos   | a favor | en contra | diferencia | Puntos |
| ---------- | ---------- | ---------- | ---------- | ---------- | ------- | --------- | ---------- | ------ |
| Inglaterra | 3          | 3          | 0          | 0          | 73      | 28        | +45        | 9      |
| Argentina  | 3          | 2          | 0          | 1          | 69      | 54        | +15        | 7      |
| Escocia    | 3          | 1          | 0          | 2          | 50      | 59        | −9         | 5      |
| Japón      | 3          | 0          | 0          | 3          | 21      | 72        | −51        | 3      |

## Fase Final

### Cuartos de final
| 10 de marzo | Sudáfrica | 33 - 12 | Argentina |  |  |

| 10 de marzo | Nueva Zelanda | 21 - 22 | Fiyi |  |  |

| 10 de marzo | Inglaterra | 19 - 21 | Estados Unidos |  |  |

| 10 de marzo | Samoa | 12 - 35 | Francia |  |  |

### Semifinal
| 10 de marzo | Sudáfrica | 31 - 12 | Fiyi |  |  |

| 10 de marzo | Estados Unidos | 5 - 33 | Francia |  |  |

### Final
| 10 de marzo | Sudáfrica | 21 - 12 | Francia |  |  |

| Bandera de Sudáfrica   |
| Campeón Sudáfrica      |
| 1º título del circuito |